# Al-Àixtar
Màlik ibn al-Hàrith an-Nakhaí (àrab: مالك بن الحارث النخعي, Mālik b. al-Ḥāriṯ an-Naẖʿī), més conegut pel sobrenom al-Àixtar (àrab: الأشتر, al-Axtar, literalment ‘el que té les parpelles que li pengen', per una ferida rebuda a la batalla del Yarmuk, el 636), fou un agitador polític del temps del califat d'Uthman. Era partidari d'Alí ibn Abi-Tàlib. Era un home molt alt i robust i tenia una espasa que es deia al-lujj (‘resplendor de l'aigua corrent’).
Va partir en algara a l'Imperi Romà d'Orient demostrant una gran temeritat. Era partidari de la fay (botí en immobles). Després d'un incident amb Sad ibn Abi-Waqqàs, el governador d'Uthman a Kufa (653/654) fou expulsat de la ciutat cap a Síria amb alguns altres. Aviat va tornar a Kufa i poc després apareix al front d'una banda d'agitadors que impedien el retorn del governador al-As i reclamaven el nomenament d'Abu-Mussa al-Aixarí.
Quan es van produir a Medina els disturbis que van acabar amb la mort del califa (656), hi va anar amb 200 homes i va participar en el setge de la casa del califa (en el-nuffar) i podria ser un dels assassins. Va donar llavors suport a Alí.

## Primera fitna
Durant la guerra entre aquest i Àïxa, Talha ibn Ubayd-Al·lah i az-Zubayr ibn al-Awwam, va anar a Kufa per intentar el suport d'aquesta ciutat, el governador de la qual, Abu-Mussa al-Aixarí, restava neutral. Allí va reunir reforços i va anar a la batalla del Camell (656). En la campanya contra Muàwiya (futur Muàwiya I) va entrar a Rakka i va obligar els seus habitants a construir un pont per a les tropes d'Alí. A la batalla de Siffín (657) dirigia l'ala dreta.
Es va pactar un arbitratge i Alí el voli com a àrbitre però els seus partidaris, segurs de la raó dels seus arguments, van demanar un de més neutral que fou Abu-Mussa al-Aixarí. Per la seva oposició a l'arbitratge, Alí el va allunyar i el va nomenar governador de Mossul i de les ciutats de Síria que eren lleials a Alí, però en aquestes es va haver d'enfrontar a Ad-Dahhak ibn Qays al-Fihrí, governador nomenat per Muàwiya, i es va haver de retirar a Mossul.
Després fou nomenat governador d'Egipte, no se sap si després que fos anomenat Qays ibn Sad ibn Ibada al-Ansarí (658) o al lloc de Muhàmmad ibn Abi-Bakr as-Siddiq, destituït per manca d'habilitat política (659); no va arribar a prendre possessió del govern, ja que va morir el 658 o 659 enverinat amb una beguda amb mel pel seu jayastar (logistarius). En saber la notícia, Muàwiya va dir la cèlebre frase: «Deu té agents fins i tot dins la mel».